# 1428 Mombasa
Mombasa (asteróide 1428) é um asteróide da cintura principal com um diâmetro de 56,63 quilómetros, a 2,4154101 UA. Possui uma excentricidade de 0,1403833 e um período orbital de 1 720,38 dias (4,71 anos).
Mombasa tem uma velocidade orbital média de 17,76845747 km/s e uma inclinação de 17,30964º.
Esse asteróide foi descoberto em 5 de Julho de 1937 por Cyril Jackson.